# Paul Fischl
Paul Fischl (* 1. Jänner 1880 in Prag, Österreich-Ungarn; † 1960 in London, Großbritannien) war ein österreichischer Fußballspieler.

## Karriere

### Vereine

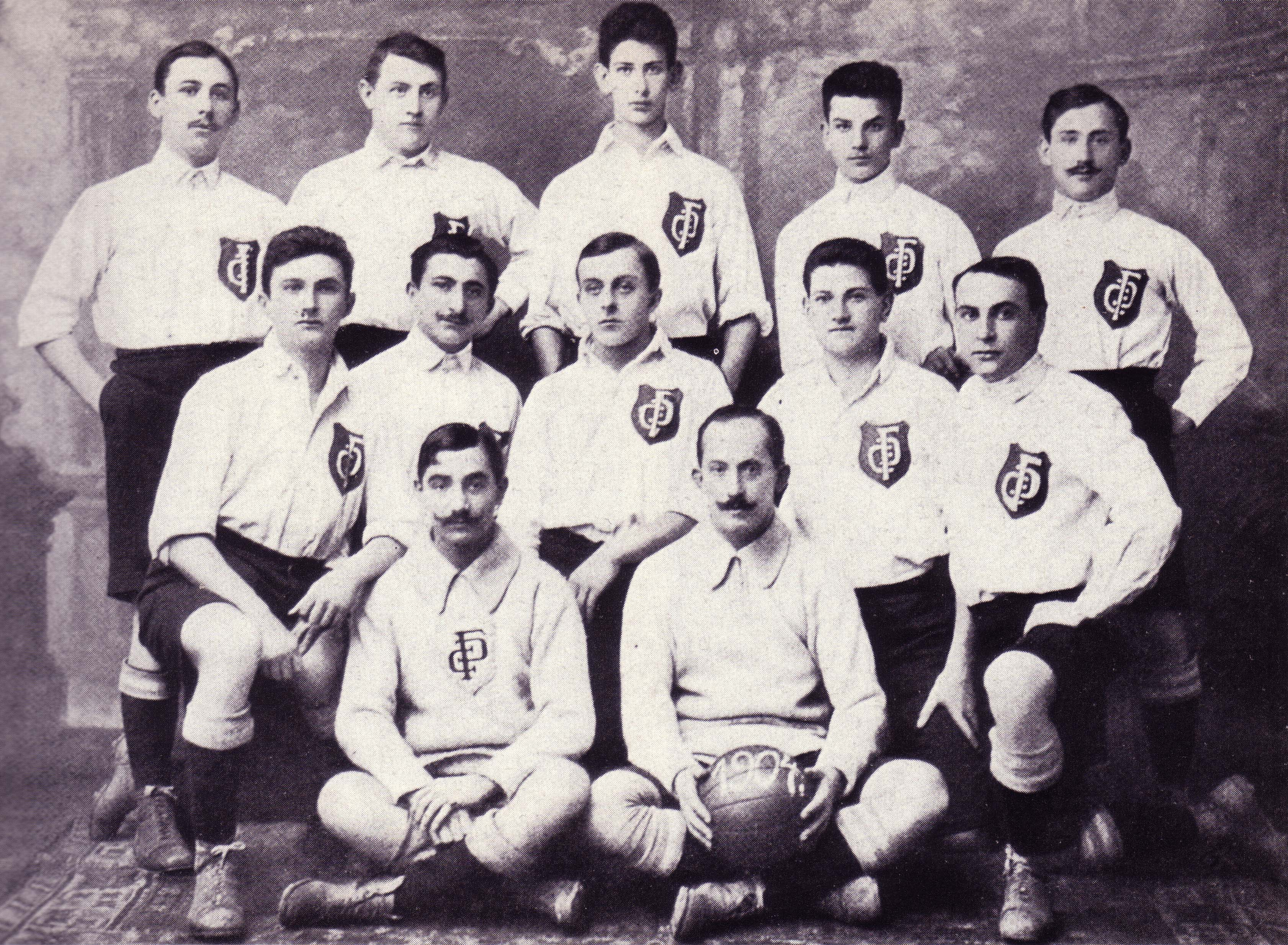
Paul Fischl (stehend Mitte) und Mitspieler des DFC Prag in einer Aufnahme aus dem Jahr 1904

Fischl gehörte dem DFC Prag an, für den er von 1902 bis 1910 als Abwehrspieler aktiv war.
Nachdem die Austragung einer Deutschen Fußballmeisterschaft vom Spielausschuss des Deutschen Fußball-Bundes für die Saison 1902/03 zum ersten Mal ausgeschrieben worden war, fand diese vom 3. bis zum 31. Mai 1903 statt. Teilnahmeberechtigt war jeweils ein Vertreter der bestehenden Lokal- und Regionalverbände, in der Regel der Meister. Bis 1904 waren zudem auch die im Ausland ansässigen deutschen Verbände zugelassen, wovon der „Verband der Prager Deutschen Fußball-Vereine“ – von 1900 bis 1904 gleichzeitig Mitglied der Österreichischen Fußball-Union – Gebrauch machte und den DFC Prag ins Rennen schickte.
Die für den 10. Mai 1903 in München vorgesehene Begegnung mit dem Karlsruher FV fand aufgrund des Einspruchs der Prager, das Spiel in Prag wegen der höher zu erwartenden Einnahmen austragen zu lassen, und des Einspruchs der Karlsruher gegen diese Ansetzung nicht statt. Daraufhin und aus Zeitgründen wurden beide Vereine vom DFB für das Halbfinale zugelassen. Doch ein gefälschtes Telegramm, mit dem Inhalt einer neuerlichen Verlegung des Spieltermins hielt den Karlsruher FV davon ab, die Reise nach Leipzig anzutreten, was eine Disqualifikation seitens des DFB nach sich zog.
Die somit kampflos ins Finale vorgerückte Mannschaft des DFC Prag, nach Recherche des IFFHS mit sieben nicht zur Mannschaft gehörenden österreichischen Spielern, unterlag am Sonntag, dem 31. Mai, in Altona dem Mitteldeutschen Meister VfB Leipzig mit 2:7.

### Auswahl-/Nationalmannschaft
Fischl kam am 2. Mai 1909 im Kräftemessen der Stadtauswahlmannschaften Prag gegen Wien beim 1:1-Unentschieden zum Einsatz. Ferner bestritt er für die Nationalmannschaft Österreichs drei Länderspiele, wobei er am 6. und 8. Juni 1908 in Wien in zwei mit 1:6 und 1:11 verloren Testspielen gegen die Nationalmannschaft Englands zum Einsatz kam. Sein letztes Spiel als Nationalspieler bestritt er am 1. Mai 1910 in Wien beim 2:1-Sieg über die Nationalmannschaft Ungarns.

## Weiteres
Fischl arbeitete bereits während seiner aktiven Zeit als Redakteur für das Prager Tagblatt und war später „Verleger und Zeitungsherausgeber“. 1913 gründete er die in Mährisch-Ostrau erscheinende Morgenzeitung und Handelsblatt. Später wurde er Mitbesitzer und Geschäftsführer des Verlags Julius Kittls Nachf. 1938 folgte die Emigration nach London, wo er die Lincolns-Prager Publishers gründete. 

## Erfolge
- Zweiter der Deutschen Meisterschaft 1903
- VdPDFV-Meister 1902